# نبرد ایپسوس
نبرد ایپسوس (یونانی:Ἱψός) در ۳۰۱ قبل از میلاد در فریگیه میان جانشینان اسکندر مقدونی روی داد. آنتیگون اول و پسرش دمتریوس اول (مقدونیه) در مقابل سه تن از سرداران اسکندر صف آرایی کردند ؛ کاساندر، فرمانروای مقدونیه، لیسیماخوس، فرمانروای تراکیه و سلوکوس یکم، شاه بابل و ایران. این جنگ به شکست آنتیگون اول انجامید.